# 水色直結線
水色直結線（スセクちょっけつせん）は、大韓民国ソウル特別市恩平区の水色駅と仁川国際空港鉄道を結ぶ、韓国鉄道公社（KORAIL）の鉄道路線。
KTXが仁川国際空港鉄道に乗り入れるために建設された、京義線と仁川国際空港鉄道の連絡線である。2018年3月25日のKTX乗り入れ休止（同年9月に正式廃止）後は、旅客営業では使用されていない。

## 路線データ
下記数字は韓国鉄道施設公団のデータに基づく。
- 路線距離 : 2.9km
- 駅数 : 2
- 軌間 : 1435mm (標準軌)
- 複線区間 : 全線
- 電化区間 : 全線 (交流25kV,60Hz)
- 設計最高速度 : 150km/h
- 総事業費：3,800億ウォン

## 概要
京義線の水色駅西方（京義線ソウル起点8.882km）と、空港鉄道のデジタルメディアシティ駅 - 金浦空港駅間にある接続点（空港鉄道ソウル起点13.583km地点）を結ぶ京義線の支線である。
KORAILの営業距離上では、ソウル起点8.1km地点（水色駅）から3.0kmの連絡線を経て空港鉄道に接続し、45.8kmの空港鉄道区間を経て仁川国際空港1ターミナル駅に至る。
空港鉄道ソウル駅 - 金浦空港駅間が竣工し、空港鉄道の車両を搬入するために水色車両事業所から空港鉄道への単線の連絡線を建設したのが始まりである。しかしこの線路は、水色車両事業所と星信セメント城北工場を結ぶ貨物鉄道線路を流用して建設されたため、線路規格が低かった。その後、仁川国際空港にKTXを乗り入れる計画が進行し、実際にKTX-山川による空港鉄道での試運転時には使用されたが、この低規格な連絡線に営業運転でKTXを投入するのは困難と判断され、新たに京義線 - 仁川国際空港鉄道間接続線を整備することとなった。
なお、水色駅構内の分岐点では、直結線が1・2番ホームの京義本線（一般列車）の線路ではなく、3-6番ホームの京義・中央線（広域電鉄）の線路と接続しているため、KTX進入時には平面交差で分岐する形となり、踏切も通過する。のちに2018年平昌オリンピック・平昌パラリンピックに伴う改良で、龍山線を経由する列車は直接京義・中央線用ホームへ乗り入れ可能となった。

## 沿革
- 2011年6月 - 着工。
- 2013年11月29日 - 信号関連の不良により開業を2014年2月へ延期[5]。
- 2014年6月11日 - 開業[6]。
- 2014年6月30日 - KTXが水色直結線を経由して仁川国際空港鉄道へ乗り入れ開始。
- 2018年3月25日 - 利用者低迷に伴い、仁川国際空港2ターミナル駅行きKTXの運行が中断[7]。休止線となる。

## 駅一覧
| 駅名                                               | 駅名                                               | 駅間キロ (km)                                      | 累計キロ (km)                                      | 接続路線                                                   | 所在地                                             |
| 日本語                                             | ハングル                                           | 駅間キロ (km)                                      | 累計キロ (km)                                      | 接続路線                                                   | 所在地                                             |
| ↑ 京義線 京釜線/京釜高速線 湖南線/湖南高速線へ直通 | ↑ 京義線 京釜線/京釜高速線 湖南線/湖南高速線へ直通 | ↑ 京義線 京釜線/京釜高速線 湖南線/湖南高速線へ直通 | ↑ 京義線 京釜線/京釜高速線 湖南線/湖南高速線へ直通 | ↑ 京義線 京釜線/京釜高速線 湖南線/湖南高速線へ直通         | ↑ 京義線 京釜線/京釜高速線 湖南線/湖南高速線へ直通 |
| -------------------------------------------------- | -------------------------------------------------- | -------------------------------------------------- | -------------------------------------------------- | ---------------------------------------------------------- | -------------------------------------------------- |
| 水色駅                                             | 수색역                                             | 0.7                                                | -0.7                                               | 韓国鉄道公社：●京義・中央線 (K317)                         | ソウル特別市 恩平区                                |
| 水色直結線分岐                                     | 수색직결선분기                                     | 2.2                                                | 2.2                                                | 韓国鉄道公社：水色直結線 KTX (仁川国際空港2ターミナル方面) | 京畿道 高陽市 徳陽区                               |
| ↓ ●仁川国際空港鉄道へ直通                          |                                                    |                                                    |                                                    |                                                            |                                                    |